# Mikoto Misaka
Mikoto Misaka (御坂 美琴?, Misaka Mikoto), soprannominata anche "Electromaster" (電撃使い?, Dengeki Tsukai (Erekutoro Masutā), lett. "Utilizzatrice di elettiricità") e "Railgun" (超電磁砲, レールガン?, Chō-Denjihō (Rērugan)) dal nome di una delle tecniche più potenti da lei usate, è un personaggio immaginario e una dei protagonisti della serie di light novel A Certain Magical Index, scritta da Kazuma Kamachi. È anche protagonista del relativo manga spin-off A Certain Scientific Railgun.

## Creazione e sviluppo
Come affermato da Kamachi, Mikoto fu creata come "modo per mostrare l'esistenza di una classe (gerarchia) di poteri in maniera semplice da capire". Nello specifico, Mikoto fu sviluppata in maniera tale da renderla comunque inferiore al protagonista Tōma Kamijō nonostante sia dotata di un'abilità offensivamente forte. Lo scrittore della serie ha anche affermato di aver sviluppato il personaggio di Misaka per renderlo "semplice da scrivere in ogni scena, da quelle più serie a quelle più da commedia".
Durante una prima fase dello sviluppo del suo aspetto, Mikoto portava dei capelli lunghi e si pensava che avrebbe "sparato" il suo Railgun mediante i suoi capelli raccolti come rotaie. Tuttavia, l'idea fu in seguito scartata in quanto la pettinatura da capelli lunghi si ritenne essere più appropriata per il personaggio di Index.

## Descrizione
Mikoto è una studentessa con poteri extrasensoriali frequentante la prestigiosa scuola media femminile Tokiwadai, situata nella Città-Studio in Giappone. Nonostante la sua privilegiata condizione sociale, dovuta agli affari tenuti dal miliardario padre Tabigake Misaka, è cresciuta in un normale ambiente famigliare. In giovane età, viene riscontrata la presenza in lei di poteri esper da manipolatrice dell'elettricità di Livello 1, un'abilità che le consente di generare e controllare l'elettricità, oltre che a consentirle di vedere al di là dello spettro elettromagnetico visibile normalmente. Per questo motivo, si trasferisce nella Città-Studio e sviluppa gradualmente i propri poteri fino a raggiungere il Livello 5, classificandosi come terza più forte fra gli unici sette esper di questa categoria.
La sua capacità da "electromaster" le consente anche di colpire con forti scosse elettriche i propri avversari, di incidere sugli apparati elettronici, come ad esempio le reti di computer e i sistemi di sicurezza, e di aggrapparsi a superfici o di manipolare le particelle di ferro attraverso l'elettromagnetismo. La mossa caratteristica di Mikoto è il Railgun, ovvero un cannone elettromagnetico sprigionato dallo sparo di proiettili metallici, come ad esempio le monete, ad un'alta velocità grazie alle sue scariche elettriche. È questa sua mossa ad averle attribuito il soprannome che da anche titolo alla serie spin-off di cui è protagonista. Se è di cattivo umore, Misaka a volte rilascia quantità di elettricità pari al suo stress emotivo, causando solitamente dei black-out o, in casi peggiori, dei veri e propri temporali.
Mikoto frequenta la scuola media Tokiwadai, una scuola femminile fra le 5 migliori della città, famosa specialmente per essere frequentata da studentesse molto ricche. Superficialmente viene considerata una ragazza altezzosa, ma in realtà è molto modesta, irascibile e con alcune tendenze al maschiaccio presentando anche parecchie insicurezze. Ha una passione per le cose carine e infantili, come i pigiami a fiori, e ha una particolare attrazione per la rana Gekota. Contrariamente a quanto lei afferma, ha un forte senso della morale e odia l'ingiustizia. Sin dall'inizio della storia, Mikoto ha una non corrisposta rivalità con Tōma, che la definisce spesso "scoppiettante" (ビリビリ?, Biri biri, onomatopea indicante lo scoppiettare di una scossa elettrica) dal rumore emesso dalla sua elettricità. Da quell'occasione, nella quale Tōma dissipò la sua elettricità tramite la propria abilità Imagine Breaker, tenta invano di regolare i conti con lui, cercando di sopprimere i suoi veri sentimenti che inizia a provare per il giovane con il passare del tempo.

## Storia

### InA Certain Magical Index
Durante una notte estiva, Mikoto viene importunata da alcuni teppisti del tutto ignari dei suoi poteri. Il giovane Tōma Kamijō assiste alla scena e si intromette per impedire che il gruppo venisse malamente sconfitto da Misaka, ma finisce per cacciarsi nei guai. Scampato ai teppisti, Mikoto lo raggiunge dopo aver messo al tappeto i teppisti e cerca di punirlo per essersi intromesso in un suo momento di divertimento. Tōma sopravvive grazie al proprio Imagine Breaker, diventando così un rivale agli occhi della giovane studentessa.
In seguito, viene rivelato che durante la propria infanzia Mikoto fu indotta con l'inganno da un gruppo di scienziati della Città-Studio a concedere loro la possibilità di accedere alla sua mappa genetica, in modo da poter trovare una cura per la distrofia muscolare di Duchenne. Tuttavia, scopre tristemente in seguito che il loro vero obiettivo era quello di seguire quanto indicato dal progetto "Level 6 Shift". Il progetto fu lanciato in base ai calcoli del super computer della Città-Studio Tree Diagram, che avevano stabilito che l'esper di livello 5 Accelerator avrebbe potuto accedere al livello 6 di potenza uccidendo Mikoto esattamente 128 volte. Data l'impossibilità di avere 128 Mikoto Misaka originali a disposizione, gli scienziati sfruttarono il genoma di Mikoto per creare le "Sisters", 20 000 suoi cloni prodotti in serie dalla potenza equivalente a quella di 128 Misaka originali. La ragazza cerca disperatamente di metter fine al progetto per fermare il massacro, arrivando a pensare persino di lasciarsi uccidere da Accelerator per creare una variabile inaspettata nei calcoli, facendo così crollare il progetto. Tōma viene casualmente a conoscenza dell'intera faccenda e, spinto dal desiderio di aiutare la sua amica, ingaggia uno scontro con Accelerator, mettendolo al tappeto e dimostrando così l'invalidità dei calcoli effettuati da Tree Diagram. Il progetto viene annullato e le restanti 9969 sorelle superstiti vengono risparmiate.
In seguito a questi avvenimenti, Mikoto sviluppa gradualmente dei sentimenti romantici nei confronti di Tōma, anche se le proprie insicurezze, le numerose ragazze da lui aiutate che gli si affezionano e la capacità del giovane di mettersi nei guai le impediscono di esternare chiaramente ciò che prova. Durante il Festival Sportivo al termine delle vacanze estive fa una scommessa con Tōma: se lei avesse vinto più gare di lui durante quella giornata dei giochi, il ragazzo avrebbe dovuto seguire i suoi ordini per un'intera giornata. Dato che Tōma era impegnato a fermare i piani di Oriana Thompson, Mikoto ottiene la vittoria e obbliga Tōma a uscire insieme a lei per un giorno. In seguito, aiuta Tōma e Index a combattere un gruppo di maghi che ha invaso la Città-Studio, mentre questi sono impegnati a battersi contro Vento di Fronte.
Qualche giorno dopo, Misaka chiama Kamijo, impegnato in un combattimento contro Terra di Sinistra ad Avignone. Anche se il cellulare del giovane è danneggiato, Mikoto riesce ad ascoltare ciò che accade e rimane scioccata nell'apprendere che Tōma abbia effettivamente perso tutti i suoi ricordi e che abbia nascosto la verità sia a lei che agli altri suoi amici per tutto il tempo. Confusa, si confronta con lui quando fa ritorno alla Città-Studio, mentre Acqua di Dietro è giunto per portarsi via il suo Imagine Breaker. Qui gli confida di riporre maggiore fiducia in lei, in quanto vorrebbe poterlo aiutare di più.
Superata la confusione iniziale, Misaka si rende conto di amarlo. Dopo che la Russia apre le porte ad una Terza Guerra Mondiale annunciato il lancio di missili contro la Città-Studio, Mikoto nota che Tōma è là in mezzo agli scontri. L'elettromaster decide quindi di raggiungerlo dirottando un jet delle Forze di invasione che aveva l'ordine di trovare e catturare il ragazzo. Giunta in Russia, trova sul posto Misaka 10777 e con lei si dirige verso una base militare nucleare per fermare il lancio dei missili. Successivamente, cerca di salvare Tōma impegnato in una battaglia contro Fiamma di Destra all'interno della fortezza volante "Stella Cadente di Betlemme", ma lui decide di rimanere indietro per fermare un ultimo attacco di un Arcangelo. Una volta che la Stella finisce a terra distrutta, Misaka va a cercare Kamijo, trovando tuttavia soltanto la cinghia del suo cellulare. Cessati i combattimenti, Mikoto fa ritorno alla Città-Studio in uno stato di depressione.

## Apparizioni in altri media
Oltre che nella serie di light novel A Certain Magical Index e nel manga A Certain Scientific Railgun, Misaka appare nei relativi adattamenti anime televisivi e nel lungometraggio originale A Certain Magical Index: The Movie －The Miracle of Endymion. Per quanto concerne le altre opere spin-off minori del franchise A Certain, Mikoto si trova ad affrontare il settimo esper di livello 5, Sogiita Gunha, all'interno del racconto Toaru jihanki no fanfare (とある自販機の存在証明?).
È presente nei videogiochi To aru majutsu no index e A Certain Scientific Railgun per PlayStation Portable del 2011 e nel titolo crossover A Certain Magical and Scientific Ensemble. Mikoto è stata resa disponibile come personaggio giocabile anche nel videogioco crossover Dengeki Bunko Fighting Climax e in Toaru majutsu no virtual-On del 2018 per PlayStation 4 e PlayStation Vita.
Al di fuori del mondo di A Certain, Misaka fa una breve apparizione nell'ottavo episodio della serie anime Ōkami-san to shichinin no nakama-tachi, con aria arrabbiata e minacciosa scrocchiando le dita rivolta verso lo spettatore, nei panni di una potenziale candidata sposa per il giovane milionario Nezumi Chuutaro. Nella serie OAV Shakugan no Shana S, Mikoto è ritratta su una maglietta di un amico del protagonista Yuji Sakai.

## Accoglienza

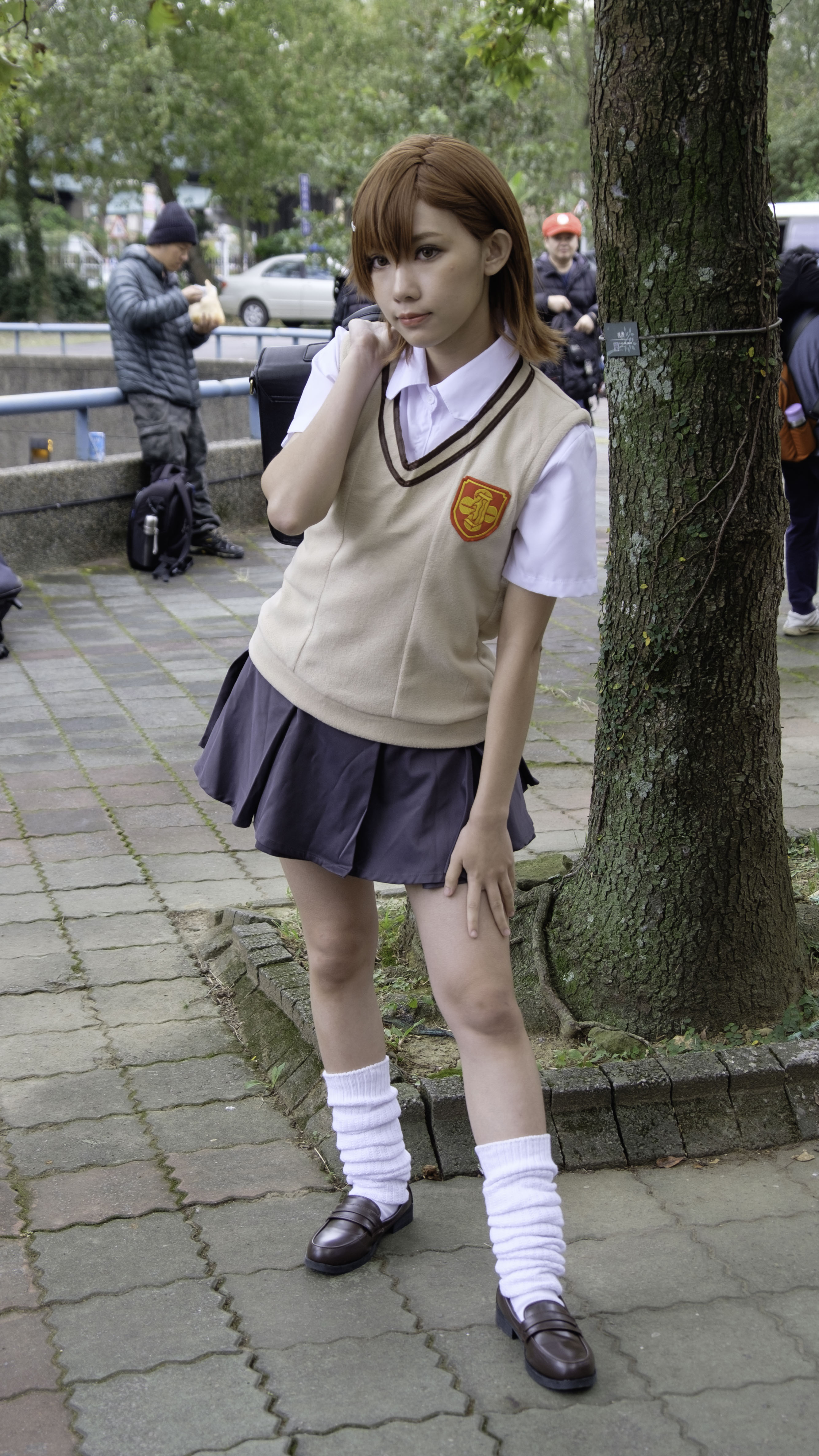
Una cosplayer nei panni di Mikoto

In tutte le edizioni di Kono light novel ga sugoi! pubblicate dal 2010 al 2019, ad eccezione di quella del 2015, Mikoto è risultata essere il miglior personaggio femminile delle light novel. Negli anni in cui non ha vinto, si è classificata quinta nel 2009, seconda nel 2015, terza nel 2020 e settima nel 2021. Nel 2010 il nome "Mikoto" è stato quello preferito dai votanti ad un sondaggio lanciato da Dengeki Online di ASCII Media Works per stabilire il nome femminile preferito tra quelli posseduti dai personaggi di anime e manga da usare qualora si abbia una figlia.
Da diversi critici le sono state attribuite recensioni in generale positive. Rebecca Silverman di Anime News Network (ANN), recensendo il primo volume del manga di To aru kagaku no railgun, afferma che le battaglie intraprese da Mikoto contro Tōma le impediscano di risultare simpatica agli occhi del lettore, nonostante lei sia la protagonista. Per Theron Martin di ANN Mikoto è incontrovertibilmente il personaggio più popolare della serie A Certain Magical Index e il fatto che lo spin-off a lei dedicato — A Certain Scientific Railgun — sia stato presto adattato in una serie anime non è da considerarsi affatto una sorpresa. La ritiene inoltre un personaggio che assapora le sfide con una certa propensione all'uso della forza, ma che al contempo in un contesto quotidiano è concreta, affabile e sobria, mostrando anche un debole per le cose carine. Sia Martin che Chris Beveridge di The Fandom Post hanno lodato il suo personaggio e la sua relazione con gli altri personaggi della serie; il giornalista di ANN aggiunge anche che è stato divertente da vedere. 
Nelle sue recensioni dei primi due romanzi di Index, Matthew Warner di The Fandom Post ha criticato Mikoto, affermando che aveva del potenziale rimasto però sottosviluppato. È tuttavia il terzo volume della serie a conquistare il favore del critico, che sottolinea come al personaggio stavolta sia stata data l'attenzione che merita. A Chris Beveridge di The Fandom Post è piaciuto vedere svelata la relazione tra Toma e Mikoto e avrebbe "voluto vederli avvicinarsi di più", mentre Theron Martin di ANN ha apprezzato il ruolo coperto da Misaka nella serie.
Le interpretazioni delle doppiatrici di Mikoto sono state ben accolte dalla critica. Nella sua recensione di A Certain Scientific Railgun S, Rebecca Silverman di ANN ha mostrato apprezzamento sia per il doppiaggio giapponese che per quello inglese, dando però un elogio speciale all'interpretazione di Brittney Karbowski nella versione inglese, affermando che anche per coloro che normalmente non apprezzano le versioni ridoppiate valga la pena ascoltarla nell'edizione inglese, alla quale le attribuisce un punteggio maggiore rispetto alla controparte originale nipponica. Theron Martin dello stesso sito ha apprezzato Karbowski nei panni di Misaka, ritenendola "proprio adatta per [il personaggio]".
Nel marzo 2018 si è tenuto un sondaggio sul sito Goo Ranking riguardante i personaggi maid più amati dai giapponesi e Mikoto è arrivata al sedicesimo posto con 52 voti.

## Notorietà e merchandising
Nell'ottobre 2013 l'azienda produttrice di computer Unitcom annunciò l'imminenente vendita di un notebook dedicato a Mikoto, avvenuta da fine novembre dello stesso anno. Nel gennaio 2014 sono state messe in vendita delle replica a grandezza naturale delle monetine usate da Mikoto per sparare il suo Railgun. Dal 20 al 26 gennaio 2020 è stata resa disponibile presso la stazione di Shinjuku una distributore di bibite ispirato a quello calciato frequentemente da Misaka nella serie animata. Nel corso degli anni su Misaka sono stati prodotti inoltre nendoroid bambole di peluche, action figure, magliette da calcio e non.
Il suo soprannome "Biribiri" (ビリビリ? onomatopea giapponese per le scariche elettriche) è stato scelto come ispirazione per creare il nome del sito web di streaming cinese Bilibili. Anche i nomi di alcune funzionalità della piattaforma sono stati dedicati a lei e ad altri personaggi del mondo di A Certain e ogni anno viene celebrato il suo compleanno il 2 maggio. Il portale di streaming cinese possiede anche una squadra sportiva di giochi elettronici chiamata Hangzhou Spark, il cui nome e il logo traggono ispirazione da Misaka.